# 나이트 시프트 (드라마)
《나이트 시프트》(영어: The Night Shift)는 2014년 5월 27일부터 2017년 8월 31일까지 NBC에서 방영한 드라마이다.